# Sondermaschinenbau
Als Sondermaschinenbau bezeichnet man einen Zweig des Maschinenbaus, der spezielle Geräte, Apparate und Sondermaschinen herstellt. 
Im aus der DDR übernommenen Sprachgebrauch werden in den neuen Bundesländern auch noch die Begriffe Ratiomittelbau und Rationalisierungsmittelbau verwendet. Diese fassten insbesondere den Bau von Vorrichtungen für die Rationalisierung von Produktionsprozessen mit ein.

## Definitionsansätze
Im Gegensatz zu Serienmaschinen werden diese speziell nach Kundenwunsch konstruiert und in Werkstätten einzeln angefertigt. Dabei reicht die Spanne von der komplett neu entwickelten Maschine bis zu mehr oder weniger umfangreichen kundenspezifischen Anpassungen an in Serie gefertigten Maschinen oder Maschinenkomponenten. Bei Sondermaschinen handelt es sich daher um Einzel- oder Kleinserienanfertigungen, die für spezielle Produkt- und Produktionsanforderungen aufgebaut werden. Die Abgrenzung zum ‚normalen‘ Maschinenbau ist allerdings fließend. Bei einem hochgradig individualisierten Maschinenzuschnitts besteht oftmals nahezu keine Skalierbarkeit der Sondermaschinenproduktion, womit jede produzierte Maschine ein Novum darstellt. Die Fertigung von Sondermaschinen hat oft einen Projektcharakter.
Erich Gutenberg charakterisiert Sondermaschinen dadurch, dass sie sich für gleiche oder einige wenige ähnliche Arbeitsgänge verwenden lassen oder dass sie auf die Bearbeitung bestimmter Werkstoffe spezialisiert sind.